# 페터 카르바스
페터 카르바스(체코어: Peter Karvaš, 1920년 ~ 1999년)는 체코의 극작가이다.
대학을 나온 후 슬로바키아 국립 방송국에서 근무했고 한때 외교관 생활도 했으며 정부 고위직 공무원으로도 있었다.
제2차 세계대전 후 슬로바키아에서 가장 중요한 극작가로 평가 받은 카르바스는 처음에는 보편적이고 영원한 문제를 우화식으로 표현했지만 후엔 사실주의 희곡을 썼다. 그의 대표작 《심야의 미사》(1969년)는 우화와 리얼리즘을 결합하여 2차 대전 후의 슬로바키아 사회를 분석했다.
사회주의 계열의 작품으로 《안티고네와 그 외의 사람들》(1962년) 《상처》(1963년)가 있다.
그는 또한 풍자희극에도 뛰어나 《다섯 Ｐ의 사회》 등이 있고 그 중 《가발》은 가장 중요한 작품으로, 대머리와 그렇지 않은 사람들 간의 상호 박해를 풍자함으로써 개인이나 집단의 이기심이 매우 중요시되고 있는 사회제도를 우롱했다.